# Cynoglossus gilchristi
Cynoglossus gilchristi es una especie de pez de la familia Cynoglossidae en el orden de los Pleuronectiformes.

## Distribución geográfica
Se encuentran en las  costas que van desde Mozambique hasta KwaZulu-Natal.